# 阿爾廷·佩尼克
阿爾廷·佩尼克（土耳其語：Artin Penik；1921年—1982年8月15日）是一名亞美尼亞裔土耳其人，職業為裁縫，為抗議亞美尼亞解放祕密軍（ASALA）於1982年在安卡拉埃森博阿國際機場發動的攻擊，他留下寫有「我再也無法忍受殺害平民的傷痛」的字條後，在伊斯坦堡市中心的塔克西姆廣場自焚而死。埃森博阿國際機場攻擊中，武裝分子在候機室內朝群眾開火，為亞美尼亞解放祕密軍首次針對平民的攻擊。
阿爾廷·佩尼克自焚後被送往伊斯坦堡的塞拉帕薩醫院（Cerrahpaşa Hospital），並在五天後逝世。住院期間君士坦丁堡亞美尼亞宗主教Shenork I Kaloustian前去探訪，形容他是「亞美尼亞人對這些殘忍謀殺不滿的象徵」。佩尼克死前兩天在醫院接受一個電視台的採訪，呼籲世界各國政府團結對抗恐怖主義，他表示縱容恐怖主義的國家有一天也會受到攻擊。他還說他原本是計劃在法國大使館前自焚，但最後一刻改變主意。他的葬禮在伊斯坦堡聖母教堂舉行，有許多亞美尼亞人與土耳其人參加。